# Frailty
Frailty é uma banda da Letônia cuja sonoridade das músicas resulta de uma mistura de doom metal e death metal. Até o momento, o grupo tem uma demo, um álbum e um EP lançados, sendo o suficiente para se tornar conhecido dentro e fora do seu país de origem.

## História
A banda Frailty foi formada em Riga, capital da Letônia, em 2003. Desde o início, sua proposta era executar uma mistura de doom metal e death metal, fazendo uso tanto de vocal gutural quanto limpo . Em 2007, o Frailty lançou seu primeiro trabalho: uma demo com o mesmo nome da banda contendo quatro músicas. Somente no ano seguinte, 2008, é que o grupo lançou seu primeiro álbum de estúdio, um trabalho que receberia o nome de Lost Lifeless Light, contendo nove faixas. Ele foi lançado pela gravadora russa Solitude Productions e produzido por Gints Lundbergs, conhecido por sua atuação em trabalhos da banda Skyforger, também da Letônia. Este primeiro álbum trazia como bônus um DVD nas primeiras 300 cópias, com um show da banda gravado no festival de heavy metal Shadow Doom Fest. A banda produziu, também, para a música The Fall of Eve, seu primeiro videoclipe. Em 9 de junho de 2009, o grupo lançou um EP chamado Frailty, contendo cinco composições. Uma novidade, por ocasião da gravação deste trabalho, foi a substituição do tecladista Andris Zaés pela jovem Ivita Puzo. No começo de 2010, a banda tornou-se alvo de noticiários locais por ter o seu equipamento roubado. Em 25 de julho de 2010, o Frailty lançou um outro EP, de nome Silence is Everything, contendo apenas quatro músicas ao longo de 37 minutos, sendo duas delas com mais de 13 minutos de duração e uma delas gravada ao vivo. As letras da banda, cantadas quase sempre em inglês, abordam como temática a mitologia, espiritualidade e morte. Sua maior influência é a banda britânica My Dying Bride.

## Integrantes
- Mārtiņš Lazdāns – Vocal
- Edmunds Vizla – Guitarra, Vocal
- Jēkabs Vilkārsis - Guitarra
- Jānis Jēkabsons – Baixo
- Ivita Puzo – teclado
- Lauris Polinskis – bateria

## Ex-Integrantes
- Juris Hellhammer Zilvers (vocal)
- Girts Fersters (guitarra)
- Kārlis Ulmanis (baixo)
- Arturs Retenais (baixo)
- Toms Krauklis (baixo)
- Aleksejs Makarovs (baixo)
- Andris Zaès (teclado)

## Discografia
- Promo – demo (2007)
- Lost Lifeless Light – álbum (2008)
- Frailty – EP (2009)
- Silence is Everything – EP (2010)